# تئاتر کمپانی
The Company Theater یک شرکت تئاتر مستقل مستقر در تورنتو است که نمایش‌های بین‌المللی تحریک آمیزی را با بهترین بازیگران کانادایی تولید می‌کند.

## تاریخچه
The Company Theater (TCT) در سال ۲۰۰۴ توسط بازیگران کانادایی آلن هاکو و فیلیپ ریچیو ساخته شد. هدف آنها ایجاد شرکتی بود که بازیگران را تشویق کند تا از غرایز طبیعی انسانی خود برای خلق قدرتمندترین و هیجان‌انگیزترین اجراهای ممکن روی صحنه استفاده کنند. آن‌ها که می‌خواستند تجربیات هیجان‌انگیز، قابل ربط و تفکر برانگیز را برای مخاطبان فراهم کنند، بر تولید اولین نمایش‌های کانادایی داستان‌های بین‌المللی عمیقاً انسانی تمرکز کردند. امروزه، TCT با ترکیبی از بازیگران تثبیت شده و نوظهور از سراسر کشور کار می‌کند و آنها را تشویق می‌کند تا غرایز خود را در هر اجرا بپذیرند تا تئاتری رادیکال زنده خلق کنند. نمایش‌های TCT گاهی تحریک‌آمیز و اغلب سخت‌گیرانه از مکانی کنجکاوی و اصالت، فارغ از انتخاب‌های طراحی شده و اغلب محدودکننده سرچشمه می‌گیرند.
اولین تولید آنها، اولین نمایش کانادایی سوتی در تاریکی، در سال ۲۰۰۵ با استقبال شدید منتقدان آغاز شد. کارگردان ایرلندی جیسون برن، که به سرعت به چهره ای ثابت در تولیدات TCT تبدیل شد، تولید شاهکار تام مورفی توسط این شرکت توسط National Post به عنوان «یکی از بهترین چیزهایی که تا به حال در کانادا دیده شده» توصیف شد. این نمایش آنقدر موفق بود که در سال ۲۰۰۷ مجدداً در سالن LSPU در نیوفاندلند و مرکز هنرهای نمایشی جوان تورنتو اجرا شد.

### مشارکت کانادایی استیج
در سال ۲۰۱۰، TCT یک همکاری پنج ساله را با Canadian Stage آغاز کرد، با پنج نمایش که به عنوان بخشی از سری اشتراک شرکت مستقر در تورنتو به نمایش درآمد. اولین نمایشنامه این مشارکت، ترجمه اصلی انگلیسی تست لوکاس بارفوس در سال ۲۰۱۱ بود که فیلیپ ریچیو، کارگردان هنری و مجری آن، جایزه بهترین بازیگر نقش مکمل مرد در نمایشنامه را از منتقدان تئاتر تورنتو دریافت کرد. دومین ساخته، نمایشنامه نویس استرالیایی اندرو بوول، نمایشنامه نویس استرالیایی به زبان‌ها صحبت می‌کند، اولین حضور روی صحنه هنرپیشه تحسین شده استرالیایی-کانادایی هلن جوی را داشت. پس از اجرای موفقیت‌آمیز در سال ۲۰۱۲، TCT نمایش را دوباره در تئاتر بلفری در ویکتوریا، بریتیش کلمبیا، در ژانویه ۲۰۱۳ اجرا کرد.
در سال ۲۰۱۴، آلن هاوکو، مدیر هنری و یکی از بنیانگذاران، پس از پنج سال وقفه به صحنه بازگشت تا در Belleville اثر امی هرتزوگ، سومین نمایشنامه مشارکتی اجرا کند. او در کنار کریستین هورنای عضو گروه TCT و همچنین دالمار ابوزید و مارشا رجیس تازه‌وارد کار کرد.
تفسیر TCT در سال ۲۰۱۵ از مرغ دریایی توسط آنتون چخوف، محصولی مشترک با Crow's Theatre، به فروش رفت. در همان سال، TCT و Canadian Stage همکاری خود را با تولید Domesticated بروس نوریس بستند. این نمایشنامه با بازی پل گراس و مارتا برنز، در کنار گروه بازیگری متشکل از ۹ بازیگر دیگر، بزرگترین تولید گروه TCT از زمان فیلم Festen در سال ۲۰۰۸ بود. به دلیل محبوبیت تولید، Domesticated برای پنجمین هفته طولانی و کاملاً فروخته شده در سالن تئاتر خیابان برکلی با ۲۴۴ صندلی در طبقه پایین اجرا شد.

### بازگشت به تئاتر خود تولید
با تکمیل مشارکت کانادایی‌شان در استیج، TCT در ژانویه ۲۰۱۷ با اکران کانادایی Annie Baker 's John به تولید خود بازگشت. این تولید توسط جاناتان گود عضو گروه TCT در اولین کارگردانی خود کارگردانی شد و نانسی بیتی، نورا مک‌للان، فیلیپ ریچیو و لورتا یو در آن بازی کردند. جان با تحسین شدید منتقدان روبرو شد و نمرات برتر را از گلوب اند میل، ستاره تورنتو، <i id="mwSg">مجله NOW</i> و نشریات مختلف دیگر دریافت کرد.
جدیدترین ساخته TCT, Jez Butterworth’s Jerusalem، با شرکت تئاتری مستقر در تورنتو Outside The March تهیه شده‌است. اولین نمایش کانادایی این نمایش با بازی کیم کوتس («پسران آنارشی» و «خون بد») در بازگشت حماسی خود به صحنه پس از ۲۷ سال کار منحصراً در سینما و تلویزیون. بازیگران ۱۴ نفره بزرگترین تولید TCT تا به امروز را رقم زدند و هم از کهنه سربازان TCT و هم تازه واردان تشکیل شده بودند. با توجه به استقبال بسیار مثبت از نمایش، TCT نمایش اورشلیم را در Streetcar Crowsnest برای پنجمین هفته فروخته شده تمدید کرد و هفت جایزه Dora Mavor Moore، از جمله تولید برجسته و جایزه انتخاب مخاطب جان کاپلان را به دست آورد.

### برنامه‌های آموزشی و فرصت‌های توسعه
از زمان آغاز به کار خود در سال ۲۰۰۴، TCT کارگاه‌های توسعه مختلفی را برای بازیگران، نویسندگان و کارگردانان تولید کرده‌است. برخی از موفق‌ترین جلسات آنها شامل کاوش در کارگاه نمایشنامه نویس کانادایی ایوانا شین The Lovers بود. غواصی عمیق در آثار شاعر کانادایی آن کارسون به رهبری کارگردان مشهور استرالیایی لیندی دیویس. و چندین کاوش عمیق در آثار آنتون چخوف و هارولد پینتر.
در تلاش برای به اشتراک گذاشتن روند تمرین و اجرای منحصر به فرد خود با سازندگان بیشتری، در سال ۲۰۱۹، TCT یک برنامه کارگردانان نوظهور را به صورت آزمایشی اجرا کرد. چهار کارگردان برای شرکت در کارگاه یک هفته ای که توسط مدیران محترمی که قبلاً با TCT کار کرده بودند، انتخاب شدند. در طول کارگاه، شرکت کنندگان این فرصت را داشتند که با ۱۵ بازیگر حرفه ای با استفاده از روش کاری منحصر به فرد TCT برای کشف صحنه‌ها کار کنند. این برنامه در سال افتتاحیه خود بر ایجاد فرصت‌هایی برای کارگردانان زن متمرکز بود و برنامه‌هایی را برای تمرکز بر سایر گروه‌هایی که در سال‌های بعد کمتر از آنها نمایندگی می‌کردند، متمرکز کرد.
در پاییز ۲۰۲۰، این شرکت برنامه توسعه Blueprint New Play را به فهرست فرصت‌های توسعه خود معرفی کرد. در طول دو سال، نمایشنامه نویسان منتخب این فرصت را دارند که از نزدیک با مربیان نویسندگی TCT همکاری کنند و اولین پیش نویس نمایشنامه‌های خود را برای نمایشنامه خوانی به رهبری یک کارگردان حرفه ای و با حضور هنرمندان اتحادیه آماده کنند.

## مجله اینترمیشن
در تابستان ۲۰۱۵، TCT یک کمک هزینه ابتکاری استراتژیک از بنیاد متکالف برای کمک به ایجاد یک مجله تئاتر دیجیتال دریافت کرد. با توجه به کاهش سریع پوشش تئاتر در تورنتو و سراسر کانادا، این شرکت یک نشریه آنلاین با هدف توانمندسازی و نمایش هنرمندان در سراسر کشور ارائه کرد. در مارس ۲۰۱۶، TCT به‌طور رسمی مجله Intermission را راه اندازی کرد - یک پلت فرم آنلاین برای هنرمندان تئاتر کانادایی و روزنامه نگاران هنری برای به اشتراک گذاشتن صدای خود و کمک به توسعه تعامل بینندگان. این سایت در حال حاضر دارای مقالات، ویدئوها، عکاسی و تصاویر از بیش از ۳۰۰ هنرمند تئاتر کانادایی است، از مصاحبه‌های برجسته با برخی از محبوب‌ترین بازیگران کانادایی تا اخبار و دیدگاه‌های هنرمندان از نویسندگان محلی. در سال افتتاحیه، مجله NOW Intermission را یکی از "چراغ‌های درخشان سال ۲۰۱۶" نامید و Torontoist این شرکت را به عنوان یکی از "قهرمانان سال ۲۰۱۶" انتخاب کرد.

## تولیدات گذشته
| سال  | تولید             | نمایشنامه نویس                                          | تئاتر                      |
| ---- | ----------------- | ------------------------------------------------------- | -------------------------- |
| ۲۰۰۵ | سوت در تاریکی     | تام مورفی                                               | تئاتر خیابان برکلی، تورنتو |
| ۲۰۰۷ | پل ماریون         | دانیل مک آیور                                           | مرکز جوان، تورنتو          |
| ۲۰۰۸ | جشن بگیرید        | توماس وینتربرگ، {{سخ}} موگنس روکوف، {{سخ}} Bo Hr. هانسن | تئاتر خیابان برکلی، تورنتو |
| ۲۰۱۰ | از طریق برگ       | فرانتس خاور کروتز                                       | تئاتر ترخون، تورنتو        |
| ۲۰۱۱ | امتحان            | لوکاس بارفوس                                            | تئاتر خیابان برکلی، تورنتو |
| ۲۰۱۲ | صحبت کردن به زبان | اندرو بوول                                              | تئاتر خیابان برکلی، تورنتو |
| ۲۰۱۴ | بللویل            | امی هرتزوگ                                              | تئاتر خیابان برکلی، تورنتو |
| ۲۰۱۵ | مرغ دریایی        | آنتون چخوف                                              | تئاتر خیابان برکلی، تورنتو |
| ۲۰۱۵ | اهلی              | بروس نوریس                                              | تئاتر خیابان برکلی، تورنتو |
| ۲۰۱۷ | جان               | آنی بیکر                                                | تئاتر خیابان برکلی، تورنتو |
| ۲۰۱۸ | اورشلیم           | جز باترورث                                              | Crow's Theatre، تورنتو     |